# Icehouse

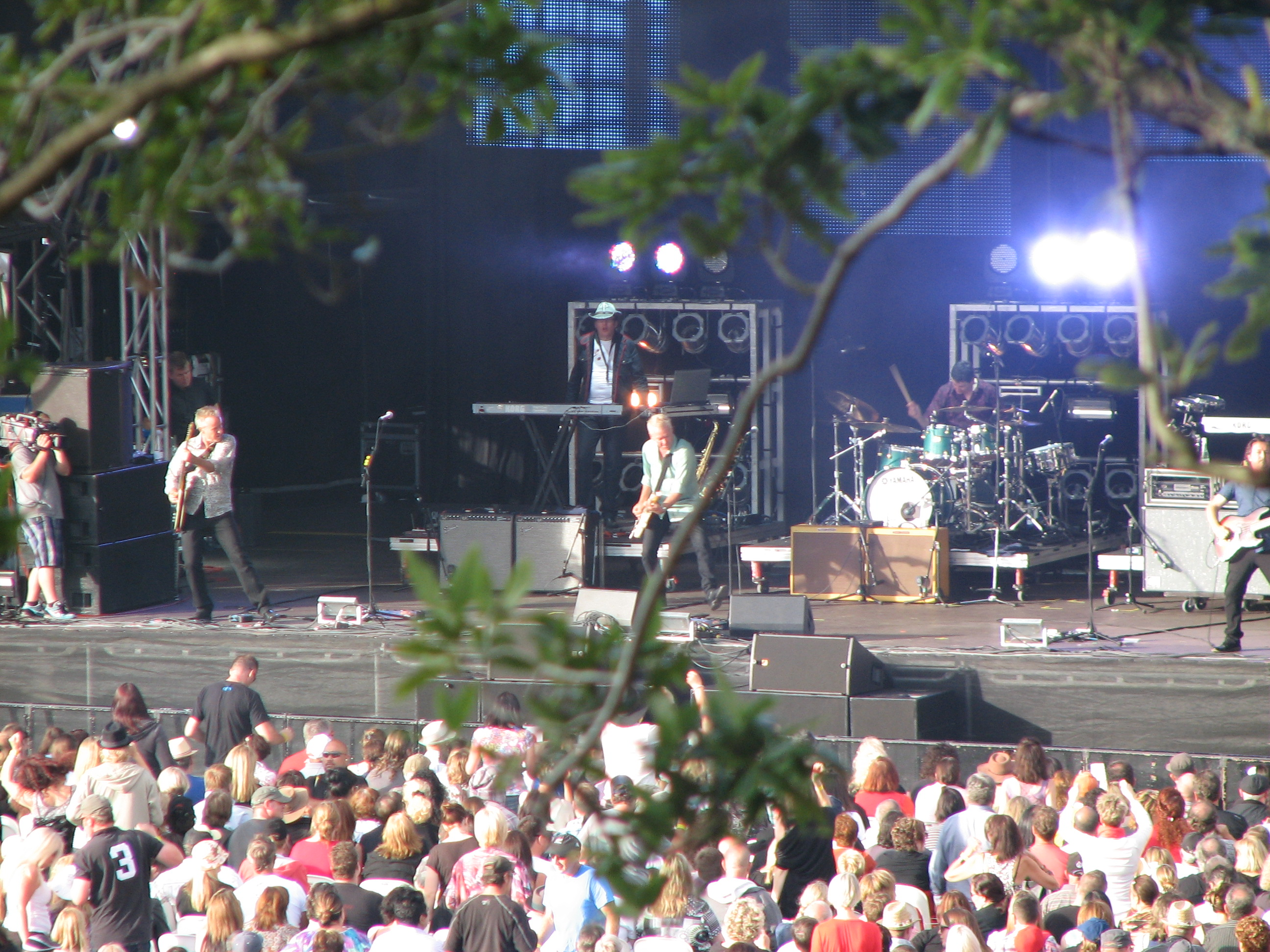
Icehouse występujący w Auckland w Nowej Zelandii w 2012 roku

Icehouse – australijski zespół rockowy, grający new romantic. Grupę założyli w 1977 roku Iva Davies (właśc. Ivor Arthur Davies, ur. 22 maja 1955 w Wauchope; gitara, instrumenty klawiszowe, śpiew, kompozycja, aranżacja, produkcja, teksty) i basista Keith Welsh. Pierwszą nazwą zespołu było Flowers; dopiero po wydaniu pierwszego albumu zmienili ją na Icehouse.

## Historia
Zaczynali, podobnie jak wiele grup australijskich, od grania coverów znanych przebojów (m.in. T. Rex i Briana Eno). Zdobyli przez to lokalną sławę (jako Flowers) grając na wielu koncertach wokół Sydney.
W 1980 roku podpisali kontrakt z Festival Records i dzięki temu wydali swój pierwszy album Icehouse, który stał się przebojem na muzycznym rynku Australii. Piosenka tytułowa została wydana na singlu i została zauważona w Wielkiej Brytanii (częściowo dzięki niezapomnianemu wideoklipowi). Z tego albumu pochodziły również single: „Can't Help Myself” i „Walls”. 
Kolejnym albumem była płyta „Primitive Man”, na której znalazł się materiał pochodzący częściowo z poprzedniej. Producentem został Keith Forsey, znany ze współpracy m.in. z Simple Minds. Na tym albumie został umieszczony najczęściej do dziś grany w stacjach radiowych przebój Icehouse – „Hey, Little Girl”. Natomiast monumentalny utwór – „Great Southern Land” znalazł się na ścieżce dźwiękowej filmu Młody Einstein (1988).
W 1985 roku Davies skomponował i nagrał muzykę do przedstawienia Graeme Murphy'ego Boxes, wystawionego przez „Sydney Dance Company”.
Trzeci album, „Sidewalk”, był już bardziej mroczny i przepełniony melancholią. Zawierał takie piosenki jak „I Don't Believe Anymore” i „Someone Like You”. Po wydaniu tej płyty zespół wyruszył na tournée do USA, co zostało udokumentowane albumem live – „Measure And Measure”.
Kolejny album, „Man of Colours”, był największym sukcesem komercyjnym zespołu. Znalazły się na nim takie przeboje, jak „Crazy”, czy „Electric Blue” (nagrane z gościnnym udziałem Johna Oatesa z grupy Hall & Oates. Od tego momentu zespół ograniczył swoją działalność na rzecz solowych działań Daviesa.
W 1995 roku Davies znów podjął współpracę z „Sydney Dance Company” przy przedstawieniu „Berlin”. Wraz z pianistą Maxem Lambertem stworzył na potrzeby przedstawienia nowe aranżacje utworów takich artystów jak: David Bowie, Brian Eno, Simple Minds, The Psychedelic Furs, Frank Sinatra, Lou Reed, Roxy Music, XTC, Talking Heads, The Velvet Underground, PiL, The Cure czy Killing Joke. Przedstawienie stało się przebojem aż dwóch sezonów i było jednym z najlepiej sprzedanych przedstawień tego teatru.
W 2003 roku Davies skomponował ścieżkę dźwiękową do filmu „Master and Commander: The Far Side of the World”.
W czerwcu 2006 roku Davies został wprowadzony do ARIA, australijskiej wersji „Rock and Roll Hall of Fame”.

## Skład
- Iva Davies
- Keith Welsh
- John Loyd
- Anthony Smiths
- Michael Hoste

## Dyskografia

### Single
- „Can't Help Myself” (1980) #10 AUS
- „We Can Get Together” (1980) #16 AUS; #62 US
- „Walls” (1981) #20 AUS
- „Love In Motion” (1981) #10 AUS
- „Great Southern Land” (1982) #5 AUS
- „Hey Little Girl” (1982) #7 AUS; #17 UK; #5 w Niemczech
- „Street Cafe” (1983) #57 AUS; #62 UK; #28 w Niemczech
- „Taking The Town” (1984) #29 AUS
- „Don't Believe Anymore” (1984) #31 AUS
- „Dusty Pages” (1984) #82 AUS
- „No Promises” (1986) #30 AUS; #79 US; #72 UK
- „Baby, You're So Strange” (1986) #14 AUS
- „Mr. Big” (1986) #18 AUS
- „Cross The Border” (1986) #65 AUS
- „Crazy” (1987) #4 AUS, #14 US; #38 UK
- „Electric Blue” (1987) #1 AUS; #7 US; #53 UK
- „My Obsesssion” (1988) #12 AUS; #88 US
- „Man Of Colours” (1988) #28 AUS
- „Nothing Too Serious” (1988) #29 AUS
- „Touch The Fire” (1989) #13 AUS; #84 US
- „Jimmy Dean” (1989) #47 AUS
- „Big Fun” (1990) #47 AUS
- „Miss Divine” (1990) #16 AUS
- „Anything Is Possible” (1990) #49 AUS
- „Love In Motion” (1992) #94 AUS – nagrany z Chrissy Amphlett z „The Divinyls”
- „Hey Little Girl” ('97 Remixes, 1997)
- „Heroes” (2004)

### Albumy
- Icehouse (1980) wydany pod nazwą Flowers: #4 AUS
- Primitive Man (1982, później wydany w Wielkiej Brytanii jako Love In Motion): #3 AUS; #64 UK
- Sidewalk (1984): #8 AUS
- Measure for Measure (1986): #8 AUS
- Man of Colours (1987): #1 AUS; #1 w Nowej Zelandii; #48 US; #38 UK
- Great Southern Land (1989): #2 AUS
- Code Blue (1990): #5 AUS
- Masterfile (1992): #25 AUS
- Big Wheel (1993)
- The Berlin Tapes (1995, z coverami Lou Reeda, Simple Minds, Davida Bowie, XTC, Psychedelic Furs i in.)
- Meltdown (2002)
- Heroes (2004)